# وی۶۳۶ کژدم
وی۶۳۶ کژدم یک ستاره است که در صورت فلکی کژدم قرار دارد.